# Виборчий округ 5
Виборчий округ 5 — виборчий округ в Автономній Республіці Крим, який внаслідок окупації Кримського півострову Російською Федерацією в 2014 році, тимчасово не перебуває під контролем України і вибори в ньому не проводяться. В сучасному вигляді був утворений 28 квітня 2012 постановою ЦВК №82 (до цього моменту існувала інша система виборчих округів). Внаслідок подій 2014 року в цьому окрузі вибори були проведені лише один раз, а саме парламентські вибори 28 жовтня 2012. Станом на 2012 рік окружна виборча комісія цього округу розташовувалась в Керченському міському центрі культури та дозвілля за адресою м. Керч, вул. Свердлова, 6.
До складу округу входять місто Керч та частина Ленінського району (все що на схід від смт Леніне). Виборчий округ 5 межує з округом 6 на заході, обмежений узбережжям Азовського моря на півночі, Керченської протоки на сході та Чорного моря на півдні. Виборчий округ №5 складається з виборчих дільниць під номерами 010346-010350, 010352-010356, 010358, 010360, 010362-010363, 010365-010366, 010370-010374, 010379-010380, 010382-010384, 010831-010901 та 011247.

## Народні депутати від округу
| Ім'я                        | Фото | Партія          | Скликання | Дата набуття повноважень | Дата припинення повноважень |
| --------------------------- | ---- | --------------- | --------- | ------------------------ | --------------------------- |
| Лютікова Валентина Іванівна |      | Партія регіонів | 7-ме      | 12 грудня 2012           | 27 листопада 2014           |

## Результати виборів
Кандидати-мажоритарники:
- Лютікова Валентина Іванівна (Партія регіонів)
- Желтенко Іван Миколайович (Комуністична партія України)
- Сагайдак Ілля Вадимович (Батьківщина)
- Стебловський Микола Михайлович (УДАР)
- Назаров Юнус Турдалієвич (самовисування)
- Халік Мирослав Олександрович (самовисування)
- Луцик Олександр Петрович (Союз. Чорнобиль. Україна.)
- Горожанкіна Валерія Валеріївна (Зелені)
- Максименко Євген Володимирович (самовисування)
- Савченко Ігор Анатолійович (Партія зелених України)
- Кулганик Олександр Анатолійович (Українська партія «Зелена планета»)
- Хижняков Володимир Федорович (Молодіжна партія України)
- Гамма Сергій Михайлович (Об'єднані ліві і селяни)
- Турченко Анатолій Анатолійович (Народна партія)
- Муравленко Павло Борисович (Народна ініціатива)
- Лобарев Сергій Вікторович (Українська морська партія)
- Подорожний Микола Олександрович (Віче)
- Мінчев Костянтин Петрович (Держава)